# 6월 3일
6월 3일은 그레고리력으로 154번째(윤년일 경우 155번째) 날에 해당한다.

## 사건
- 1388년 - 고려 우왕 14년, 위화도 회군이 마무리되며, 이성계가 정권을 잡고 최영이 실각하다.
- 1664년 - 조선 현종 5년, 윤달에 황해도에서 전염병으로 174명이 사망하다.
- 1717년 - 조선 숙종 43년, 황해도 곡산부(谷山府)에서 화재로 민가 220호가 타고 사망자 2명이 발생하다,
- 1765년 - 조선 영조 41년, 함경도의 안변(安邊)·함흥(咸興)에 황충(蝗蟲)의 피해가 생기자 포제(酺祭)를 시행하라 명하다.
- 1839년 - 청나라의 임칙서가 120만kg의 아편을 폐기함으로써 제1차 아편 전쟁을 촉발시키다.
- 1853년 - 페리 제독이 도쿄만 우라가(浦賀)에 흑선을 타고 내항하다.
- 1961년 - 미국의 존 F. 케네디 대통령이 소련의 니키타 흐루쇼프 의장과의 첫 정상회담을 가지다.
- 1964년 - 대한민국에서 한일회담에 반대하는 6.3 시위가 열리다.
- 1997년 - 프랑스의 리오넬 조스팽이 총리로 취임하다.
- 1998년 - 독일 니더작센주에서 에세데 철도 사고가 발생하여 101명 이상 사망을 하고 88명 이상 부상을 입었다.
- 2004년 - 남북 관계: 제2차 남북장성급군사회담이 설악산에서 열리다.
- 2006년 - 몬테네그로가 세르비아 몬테네그로로부터 독립하는 국민투표를 거쳐 의회에서 공식적인 독립선언을 발표하다.
- 2009년 - 인도 의회에서 인도 최초로 달리트(불가촉천민) 출신 메이라 쿠마르(64세, 여성) 의원이 국회 하원의 첫 여성 의장으로 당선됐다.
- 2014년 - 이집트에서 압둘팟타흐 시시 전 국방장관이 96%의 득표율로 대통령에 당선되었다.
- 2025년 - 대한민국의 새 대통령을 뽑는 제21대 대통령 선거가 치러졌고, 이재명 의원이 제21대 대통령으로 취임했다.

## 문화
- 1412년 - 조선 태종 12년, 하륜이 가곡 염농부지곡(念農夫之曲), 염잠부지곡(念蠶婦之曲), 진가언지곡(進嘉言之曲)을 짓다.
- 1983년 - 일본 프로 야구 한큐 브레이브스의 후쿠모토 유타카가 통산 939개의 도루를 기록하며 세계 신기록(수립 당시 기준)을 수립하다.
- 1989년 - 캐나다의 로저스 센터가 개장했다.
- 2008년 - 핀에어가 인천국제공항에 취항하였다.
- 2012년 - 영국의 여왕 엘리자베스 2세의 즉위 60주년(다이아몬드 주빌리)을 축하하는 수상 퍼레이드가 런던 템스강에서 열리다.
- 2013년 - 대한민국, SM엔터테인먼트 소속 그룹 EXO, 첫 정규앨범 "The 1st Album XOXO (KISS＆HUG)" 발매.
- 2015년 - 한국 프로 야구 삼성 라이온즈의 이승엽이 KBO 통산 최초 400홈런을 달성하였다.
- 2016년 - 2016년 코파 아메리카가 미국에서 개막하였다.
- 2024년 - MBC 표준FM의 트로트 라디오가 첫방송을 시작했다.

## 탄생
- 1570년 - 조선 중기의 문신 김상헌. (~1652년)
- 1843년 - 러시아의 과학자 클리멘트 티미랴제프. (~1920년)
- 1865년 - 영국의 국왕 조지 5세. (~1936년)
- 1906년 - 영국의 행정가 로버트 블랙. (~1999년)
- 1914년 - 영국의 군인 윌리엄 베일. (~1981년)
- 1922년 - 프랑스의 영화 감독 알랭 레네. (~2014년)
- 1924년 - 미국의 기업인, 암웨이의 창립자 제이 밴앤덜. (~2004년)
- 1931년 - 쿠바의 혁명가, 정치인 라울 카스트로.
- 1933년 - 바레인의 왕족 이사 빈 살만 알칼리파. (~1999년)
- 1936년 - 대한민국의 정치인 이영권. (~2024년)
- 1949년 - 대한민국의 배우 김윤형.
- 1950년 - 미국의 싱어송라이터 겸 록 베이스 연주가 수지 쿼트로.
- 1951년 - 미국의 대통령 영부인 질 바이든.
- 1954년 - 대한민국의 출판인, 정치인 소병훈.
- 1957년 - 미국의 수영 선수 맷 보글.
- 1958년 - 대한민국 언론인, 정치인 정필모.
- 1960년
  - 대한민국의 전 농구 선수, 농구 지도자 김현준. (~1999년)
  - 대한민국의 저술가 겸 대학 교수 이재교.
  - 미국의 정치인 제프 콜리어.
- 1962년 - 대한민국의 전 유도 선수, 현 대학 교수 하형주.
- 1964년 - 일본의 음악 프로듀서, 베이시스트 카메다 세이지.
- 1965년 - 덴마크의 배우 코니 닐센.
- 1967년
  - 미국의 저널리스트, 앵커 앤더슨 쿠퍼.
  - 일본 태생의 야구 선수 김실.
  - 일본 태생의 야구 선수 이리키 사토시. (~2023년)
- 1969년
  - 일본의 펜싱 선수 나가노 요시히데.
  - 홍콩의 사회복지사, 정치인 시우카춘. (~2025년)
- 1971년 - 이탈리아의 전 축구 선수, 축구 감독 루이지 디 비아조.
- 1972년 - 이탈리아의 소설가, 정치 운동가 미켈라 무르자. (~2023년)
- 1973년 - 대한민국의 현 야구 코치, 전 야구 선수 김대익.
- 1974년 - 대한민국의 전 농구 선수, 현 방송인 서장훈.
- 1975년 - 대한민국의 배우 김종태.
- 1979년
  - 대한민국의 전 야구 선수 임동규.
  - 대한민국의 음악가 한희정.
  - 잉글랜드의 세습귀족 제12대 섀프츠베리 백작 니컬러스 애슐리쿠퍼.
- 1980년
  - 대한민국의 야구 선수 한상훈.
  - 조선민주주의인민공화국의 유도 선수 안금애.
- 1981년 - 일본의 야구 선수 가와사키 무네노리.
- 1982년
  - 대한민국의 만화가 네스티 캣.
  - 대한민국의 전 야구 선수 이명우.
  - 대한민국의 농구 선수 방성윤.
  - 러시아의 장대놀이뛰기 선수 옐레나 이신바예바.
  - 잉글랜드의 배우 조디 휘태커.
- 1983년
  - 대한민국의 희극인 김기욱.
  - 대한민국의 작곡가 신사동호랭이. (~2024년)
  - 대한민국의 가수 이태근. (~2024년)
- 1984년 - 일본의 프로 권투 선수 덴쿠 쓰바사.
- 1985년
  - 미국의 야구 선수 루카스 하렐.
  - 폴란드의 축구 선수 우카시 피슈체크.
  - 대한민국의 기상 캐스터 김아린.
- 1986년
  - 그리스의 축구 선수 파나요티스 글리코스.
  - 대한민국의 배우 우지현.
  - 대한민국의 희극인 최효종.
  - 스페인의 테니스 선수 라파엘 나달.
  - 크로아티아의 체조 선수 필리프 우데.
- 1987년
  - 일본의 배우 나가사와 마사미.
  - 대한민국의 배우 한지은.
  - 대한민국의 가수 정이한.
- 1988년
  - 대한민국의 전직 리듬체조 선수 및 뮤지컬 배우 이경화.
  - 일본의 배우 미우라 쇼헤이.
  - 우크라이나 태생 아제르바이잔의 레슬링 선수 마리야 스타드니크.
- 1989년
  - 대한민국의 배우 장아영.
  - 영국의 배우 이머전 푸츠.
  - 일본의 성우 한 메구미.
- 1990년 - 대한민국의 전직 기상캐스터, 방송인 김도연.
- 1991년
  - 대한민국의 배우 조이현.
  - 대한민국의 배우, 모델 김유리.
  - 대한민국의 전직 스타크래프 프로게이머 박수호.
  - 도미니카공화국의 야구 선수 요르다노 벤투라. (~2017년)
- 1992년
  - 대한민국의 가수 혜이니.
  - 독일의 축구 선수 마리오 괴체.
- 1993년
  - 대한민국의 야구 선수 이준형.
  - 대한민국의 가수 욘코.
- 1994년
  - 대한민국의 배우 정다은.
  - 대한민국의 야구 선수 김종수.
  - 대한민국의 전 야구 선수 박한길.
  - 미국의 배우, 가수 앤 윈터스.
- 1995년
  - 대한민국의 전 야구 선수 이호연.
  - 대한민국의 리그 오브 레전드 프로게이머 진성민.
- 1996년
  - 독일의 축구 선수 루카스 클로스테르만.
  - 대한민국의 농구 선수 전현우.
- 1997년
  - 대한민국의 배우 신세휘.
  - 중화인민공화국의 쇼트트랙 선수 런쯔웨이.
- 1998년
  - 대한민국의 가수 신비 (여자친구, VIVIZ).
  - 대한민국의 가수 태하 (모모랜드).
  - 대한민국의 리그 오브 레전드 프로게이머 강민승 (한화생명 e스포츠).
- 1999년 - 일본의 아이돌 고토 타케루.
- 2000년 - 대한민국의 쇼트트랙 선수 이준서.
- 2001년 - 대한민국의 리그 오브 레전드 프로게이머 이지융.
- 2002년 - 대한민국의 배우 강한별.
- 2003년
  - 대한민국의 가수 유다원.
  - 대한민국의 축구 선수 김준홍.
- 2004년 - 대한민국의 야구 선수 최준호.
- 2005년 - 대한민국의 바둑 기사 정우진.
- 2011년 - 대한민국의 가수 홍잠언.

## 사망
- 1615년 - 일본 센고쿠 시대의 무장 사나다 노부시게. (1567년~)
- 1875년 - 프랑스의 작곡가 조르주 비제. (1838년~)
- 1899년 - 오스트리아의 작곡가 요한 슈트라우스 2세. (1825년~)
- 1911년 - 미국의 장로교목회자, 선교운동 지도자 아서 태펀 피어슨. (1837년~)
- 1924년 - 체코의 소설가 프란츠 카프카. (1883년~)
- 1942년 - 대한민국의 독립운동가 윤세주. (1900년~)
- 1946년 - 러시아의 정치인, 혁명가 미하일 칼리닌. (1875년~)
- 1963년 - 제261대 로마의 교황 교황 요한 23세. (1881년~)
- 1964년 - 핀란드의 소설가 프란스 에밀 실란패. (1888년~)
- 1989년 - 이란의 지도자, 혁명가 루홀라 호메이니. (1902년~)
- 2001년 - 미국의 배우 앤서니 퀸. (1915년~)
- 2009년 - 대한민국의 영화배우 도금봉. (1930년~)
- 2010년 - 대한민국의 영화배우 김민경. (1981년~)
- 2011년 - 미국의 전직 의사, 병리학자, 교육자 잭 케보키언. (1928년~)
- 2016년 - 미국의 권투 선수 무하마드 알리. (1942년~)
- 2021년
  - 대한민국의 법조인, 정치인 김길준. (1933년~)
  - 모리셔츠의 정치인 아너루드 주그노트. (1930년~)
  - 미국의 영화배우 어니 라이블리. (1947년~)
  - 일본의 정치인 야쓰 요시오. (1934년~)
- 2023년 - 미국의 육상 선수 짐 하인스. (1946년~)
- 2024년
  - 대한민국의 바둑 기사 및 해설가 노영하. (1951년~)
  - 대한민국의 정치인 박정열. (1961년~)
  - 오스트리아의 법조인 브리기테 비어라인. (1949년~)
  - 독일의 신학자 위르겐 몰트만. (1926년~)
  - 영국의 영화배우 윌리엄 러셀. (1924년~)
  - 대한민국의 축구 선수 이춘석. (1959년~)
- 2025년 - 일본의 야구인 나가시마 시게오. (1936년~)

## 기념일
- 금연절(영어판)(禁煙節): 중화민국
- 마보 데이(영어판): 호주
- 남군 전몰자 현충일(영어판): 켄터키주, 테네시주

## 같이 보기
- 전날: 6월 2일 다음날: 6월 4일 - 전달: 5월 3일 다음달: 7월 3일
- 음력: 6월 3일
- 모두 보기